# Helmstadt
Helmstadt is een gemeente in de Duitse deelstaat Beieren, en maakt sinds 1972 deel uit van de Landkreis Würzburg.
Helmstadt telt 2.686 inwoners.
Helmstadt bestaat sinds 1978 uit twee Ortsteile, Helmstadt en Holzkirchhausen. 
De naam komt van de persoonsnaam Adalhalm, in het jaar 770 werd het als Adalhalmestat geschreven.
De lokale bevolking wordt soms spottend Blomäuser genoemd, deze naam stamt uit de middeleeuwen van een Nederlandse muntsoort. Deze munt uit Nijmegen bevatte te weinig zilver, en verspreidde zich als muizen. 
Altertheim ·
Aub ·
Bergtheim ·
Bieberehren ·
Bütthard ·
Eibelstadt ·
Eisenheim ·
Eisingen ·
Erlabrunn ·
Estenfeld ·
Frickenhausen a.Main ·
Gaukönigshofen ·
Gelchsheim ·
Gerbrunn ·
Geroldshausen ·
Giebelstadt ·
Greußenheim ·
Güntersleben ·
Hausen b.Würzburg ·
Helmstadt ·
Hettstadt ·
Höchberg ·
Holzkirchen ·
Kirchheim ·
Kist (Beieren) ·
Kleinrinderfeld ·
Kürnach ·
Leinach ·
Margetshöchheim ·
Neubrunn ·
Oberpleichfeld ·
Ochsenfurt ·
Prosselsheim ·
Randersacker ·
Reichenberg ·
Remlingen ·
Riedenheim ·
Rimpar ·
Rottendorf ·
Röttingen ·
Sommerhausen ·
Sonderhofen ·
Theilheim ·
Tauberrettersheim ·
Thüngersheim ·
Uettingen ·
Unterpleichfeld ·
Veitshöchheim ·
Waldbrunn ·
Waldbüttelbrunn ·
Winterhausen ·
Zell a.Main